# Naree-Budjong-Djara-Nationalpark
Der Naree-Budjong-Djara-Nationalpark (engl.: Naree Budjong Djara National Park) ist ein Nationalpark im Südosten des australischen Bundesstaates Queensland. Er liegt 40 Kilometer östlich von Brisbane auf der Insel North Stradbroke Island.
Der ältere Blue-Lake-Nationalpark ist Teil des neuen Nationalparks.

## Geschichte
Seit Tausenden von Jahren lebte der Aboriginesstamm der Quandamooka auf der Insel. Auch heute noch bestehen enge Verbindungen, sodass der Nationalpark von den Aborigines und der Nationalparkverwaltung von Queensland gemeinsam verwaltet wird. In der Sprache der Aborigines bedeutet der Name des Nationalparks ins Deutsche übersetzt meine Mutter Erde.

## Landesnatur
North Stradbroke Island ist die zweitgrößte Sandinsel der Welt, besitzt aber auch felsige Kaps.

## Flora und Fauna
Im Nationalpark werden viele wichtige und besonders erhaltenswerte Lebensräume geschützt, so z. B. Mangroven, Heideland, Feuchtgebiete, Süßwasserseen und lichter Primärwald.
In diesen Lebensräumen kommen seltene und bedrohte Tierarten vor. Beispiele hierfür sind der Cooloola-Frosch (Litoria cooloolensis), der Riesenstorch (Ephippiorhynchus asiaticus), die Zwergseeschwalbe (Sternula albifrons) und der gefährdete Schwalbensittich (Lathamus discolor). Auch eine Koalapopulation, die sich genetisch stark von den Populationen auf dem Festland unterscheidet, befindet sich dort.

## Einrichtungen und Zufahrt
Das Zelten ist im Park nicht gestattet, aber außerhalb des Schutzgebietes gibt es etliche Campingplätze auf der North Stradbroke Island. Im Abschnitt Blue Lake gibt es zwei angelegte Wanderwege, den Neembeeba Lookout Track (6 km) und den Karboora Track (5,2 km).

## Zufahrt
Die Insel kann von Cleveland aus mit Privatbooten in etwa 25 Minuten oder einer Fähre (nach Dunwich) in 50 Minuten erreicht werden.